# Lannemezan
Lannemezan (5 906 ab. nel 2012) è un comune francese nel dipartimento degli Alti Pirenei (regione del Midi-Pirenei).
Nel suo territorio comunale ha origine il fiume Save.

## Società

### Evoluzione demografica
Abitanti censiti